# Rayville (Louisiana)
Rayville è un comune degli Stati Uniti d'America, situato nello Stato della Louisiana, in particolare nella parrocchia di Richland, della quale è il capoluogo.